# Вилибалд Боровиц
Вилибалд Боровиц (на немски: Willibald Borowietz) е немски офицер, служил по време на Първата и Втората световна война.

## Биография

#### Ранен живот и Първа световна война (1914 – 1918)
Вилибалд Боровиц е роден на 17 септември 1893 г. в Ратибор, днешна Полша. Присъединява се към армията и през 1914 г. е офицерски кадет. Участва в Първата световна война и до края ѝ достига звание лейтенант.

##### Междувоенен период
След войната, през 1919 г., се присъединява към полицията (Зипо). След сформирането на Вермахта се записва отново, този път със звание майор. Служи в моторизираните войски.

#### Втора световна война (1939 – 1945)
В началото на Втората световна война командва 50-и танков защитен батальон (Panzer-Abwehr-Abteilung). Преминава на активна служба през 1941 г. и на 10 юни същата година поема командването на 10-и стрелкови полк. На 10 ноември 1942 г. е назначен за командир на 10-а танкова бригада, а на 18 ноември същата година поема 15-а танкова дивизия. На 10 май 1943 г., в края на Северноафриканската кампания, е пленен в Тунис. Умира в плен, в лагера Клинтън, на 1 юли 1945 г.

## Военна декорация
| - Германски орден „Железен кръст“ (1914) – II (6 октомври 1914) и I степен (25 юни 1918) - Германска „Значка за раняване“ (1914) – черна (4 май 1918) - Германски орден „Кръст на честта“ (21 декември 1935) - Германски орден Железен кръст (1939, повторно) – II (25 септември 1939) и I степен (11 юни 1940) - Германски медал „За зимна кампания на изтока 1941/42 г.“ (1 август 1942) - Ръкавна лента на Немския Африкански корпус | - Орден „Германски кръст“ (1942) – златен (14 юни 1942) - Рицарски кръст с дъбови листа - Носител на Рицарски кръст (24 юли 1941) - Носител на Дъбови листа № 235 (10 май 1943) - Упоменат 2-пъти в ежедневния доклад на Вермахтберихт (12 април 1941 и 11 май 1943) |